# Раздольное (Северо-Казахстанская область)
Раздольное (каз. Раздольное) — село в Мамлютском районе Северо-Казахстанской области Казахстана. Входит в состав Кызыласкерского сельского округа. Код КАТО — 595241300.

## География
Находится в 70-ти километрах от районного центра.

## Население
В 1999 году население села составляло 287 человек (150 мужчин и 137 женщин). По данным переписи 2009 года, в селе проживало 226 человек (129 мужчин и 97 женщин).